# Luís I de Orleães-Longueville
Luís I de Orleães, Duque de Longueville (em francês:  Louis Ier d'Orléans, duc de Longueville; 1480 - Beaugency, 1 de agosto de 1516) foi um nobre francês pertencente à Casa Orleães-Longueville, ramo natural cadete da Casa de Valois.
Foi Duque de Longueville, Conde de Montgomery, Conde de Tancarville, Príncipe de Châtelaillon, Visconde de Abbeville, Marquês de Rothelin e Conde Soberano de Neuchâtel por casamento. Ocupou ainda os cargos de Grande Camareiro de França e Governador da Provença. 
Todos os seus feudos foram herdados através de uma bem sucedida política matrimonial Montgomery, Abbeville, Tancarville e Châtelaillon eram feudos que pertenciam à Casa Harcourt, família a que pertencia Maria de Harcourt, sua avó paterna. Rothelin e Neuchâtel eram património da família da sua mulher, Joana de Hochberg.

## Biografia
Luís I era o filho mais novo de Francisco I de Orleães-Longueville. Os seus avós paterns eram João de Dunois, o famoso bastardo de Orleães, Conde de Dunois e de Longueville, e Maria de Harcourt, herdeira de Montgomery, Melun, Tancarville, Parthenay e Châtelaillon.
A sua mãe era Inês de Saboia, filha de Luís, Duque de Saboia e cunhada do rei de Luís XI.
Luís I sucede no património familiar ao seu irmão mais velho, Francisco II em 1513. Foi feito prisioneiro pelos ingleses na Batalha de Guinegatte (1513) e aproveitou o seu cativeiro em Londres para negociar o casamento de Luís XII com Maria Tudor (1496-1533) que viria a cimentar a paz entre os dois países.

### Casamento e descendência
Em 1504, Luís I casou com Joana de Hochberg, filha de Filipe de Hachberg-Sausenberg (ramo cadete dos Margraves de Baden) que eram Condes Soberanos de Neuchâtel e Valangin, na Suíça, e senhores de Rothelin (em alemão:  Rötteln), em Baden. Joana era bisneta do rei Carlos VII de França, através da sua mãe Maria de Saboia (1463-1513), filha de Amadeu IX e de Iolanda da França.
Do casamento de Luís I e Joana nasceram quatro filhos:
- Cláudio (Claude) (1508-1524), que sucedeu ao pai no património familiar;
- Luís II (Louis II) (1510-1537), que sucedeu ao irmão e casou com Maria de Guise, com geração;
- Carlota (Charlotte) (1512-1549), que casou com Filipe de Saboia, Duque de Nemours e conde de Genebra, fundador do ramo dos Saboia-Nemours, antepassados de Luís XV;
- Francisco (François) (1513-1548), marquês de Rothelin, que casou com Jaqueline de Rohan, com geração.

## Referência
1. ↑  localidade da atual Alemanha
2. ↑  Cantão da atual Suiça

- Este artigo foi inicialmente traduzido, total ou parcialmente, do artigo da Wikipédia em francês cujo título é «Louis Ier d'Orléans-Longueville».